# Sonja Stettler Spinner
Sonja Stettler Spinner (* 18. Juli 1969 in Winterthur als Sonja Spinner) ist eine ehemalige Schweizer Fussballspielerin.

## Karriere

### Vereine
Sonja Stettler Spinner spielte mit 11 Jahren zum ersten Mal in der höchsten Schweizer Frauenliga beim SC Veltheim. Ihr Bruder hatte sie, anstatt sie zu hüten, jeweils zum Fussball mitgenommen. Bei einem Grümpelturnier wurde sie schliesslich entdeckt. 1986 wechselte sie nach sechs Jahren bei Veltheim zum FC Blue Stars Zürich, wo sie drei Jahre blieb, bevor sie zu Veltheim zurückkehrte. Nach einer Saison wechselte sie zum FC Schwerzenbach, mit dem sie 1992 Cupsiegerin wurde. Danach musste sie aufgrund einer Lungenembolie eineinhalb Jahre pausieren. Nach der Pause stieg sie wiederum beim SC Veltheim ein, der zu diesem Zeitpunkt nur noch in der dritthöchsten Liga spielte, und hielt sich parallel bei den Inter-A-Junioren des FC Winterthur und bei der 1. Männermannschaft des SC Veltheim fit. In dieser Zeit gab sie auch ihr Comeback in der Nationalmannschaft.
1996 wechselte sie für eine Saison nach Deutschland zum 1. FFC 08 Niederkirchen, mit dem sie in die 1. Bundesliga aufstieg, ehe sie für ihre letzte Saison in die Schweiz zum SV Seebach zurückkehrte und dort ihren einzigen Meistertitel holte.
Anfang 1998, während ihrer letzten Saison, wurde sie bei der ersten Vergabe des Preises als «Schweizer Fussballerin der Saison» ausgezeichnet. Im Tages-Anzeiger wurde sie als «kompletteste, technisch und athletisch beste Schweizer Fussballerin» bezeichnet. Im Alter von 29 Jahren trat sie zurück. Im Cupfinal gegen den FC Bern hatte sie sich zuvor einen doppelten Kieferbruch zugezogen.

### Nationalmannschaft
Stettler Spinner gab 1984 im Alter von 14 Jahren ihr Debüt in der Schweizer Nationalmannschaft. Offiziell bestritt sie 51 Länderspiele. Damals wurden jedoch nur Einsätze von mindestens einer Halbzeit als Länderspiel gezählt. Sie schoss insgesamt 13 Tore und war damit bei ihrem Rücktritt Rekordtorschützin. Stettler Spinner hat nie an einer EM- oder WM-Endrunde teilgenommen.

## Erfolge
- Schweizer Meisterin 1998 mit dem SV Seebach
- Schweizer Cupsiegerin 1992 mit dem FC Schwerzenbach
- Schweizer Cupfinalistin 1998 mit dem SV Seebach